# Kurskij (Adygejsko)
Kurskij je osada v Giaginském rajónu Adygejské republiky Ruské federace. Je součástí Sergijevského vesnického okresu.
Nachází se v jihovýchodní části rajónu, na pravém břehu řeky Fars. Je vzdálena půl km jižně od centra vesnického okresu Sergijevskoje, 32 km jihovýchodně od centra rajónu stanice Giaginskaja a 32 km severovýchodně od města Majkop.
Vznikla na začátku 20. století osadníky z Kurské gubernie.